# White Bear Island
White Bear Island är en ö i Kanada.   Den ligger i provinsen Newfoundland och Labrador, i den östra delen av landet, 1 700 km nordost om huvudstaden Ottawa. Arean är 15,2 kvadratkilometer.
Terrängen på White Bear Island är lite kuperad. Öns högsta punkt är 568 meter över havet. Den sträcker sig 5,3 kilometer i nord-sydlig riktning, och 5,6 kilometer i öst-västlig riktning.